# Mobile (zatoka)
Mobile (ang. Mobile Bay) – zatoka u południowo-wschodniego wybrzeża Stanów Zjednoczonych, w stanie Alabama, odnoga Zatoki Meksykańskiej. Zatoka wcina się w ląd na długość ponad 50 km i ma do 30 km szerokości.
Wejście do zatoki znajduje się na południu pomiędzy wyspą barierową Dauphin a przylądkiem Mobile Point. Na południowym zachodzie zatoka łączy się z cieśniną Mississippi Sound, a na południowym wschodzie w jej obrębie wyróżnia się zatokę Bon Secour. Na północy do zatoki uchodzi rzeka Mobile. Nad jej ujściem, na północno-zachodnim wybrzeżu zatoki położone jest miasto Mobile. Przez zatokę przebiega sztuczny tor wodny o głębokości 14 m i szerokości 90–150 m, łączący port w Mobile z otwartym morzem.
W sierpniu 1864 roku, podczas wojny secesyjnej na zatoce rozegrała się bitwa, zakończona zwycięstwem Unii.